# Alí Bensejh
Alí Bensejh (El M'hír, 1955. január 9. – ) algériai válogatott labdarúgó.

## Pályafutása

### Klubcsapatban
1973 és 1988 között pályafutása nagy részét az MC Alger csapatában töltötte, melynek tagjaként 1976-ban megnyerte az bajnokcsapatok Afrika-kupáját. 1979 és 1980 között a DNC Alger, 1986 és 1987 között a JSM Chéraga játékosa volt. Az MC Alger színeiben négy alkalommal nyerte meg az algériai bajnokságot (1975, 1976, 1978. 1979). 

### A válogatottban
1976 és 1985 között 47 alkalommal szerepelt az algériai válogatottban és 6 gólt szerzett. 1982. március 13-án egy Etiópia elleni mérkőzésen mutatkozhatott be. Részt vett az 1982-es afrikai nemzetek kupáján, illetve az 1982-es világbajnokságon.

## Sikerei, díjai
MC Alger
- Bajnokcsapatok Afrika-kupája (1): 1976
- Algériai bajnok (4): 1974–75, 1975–76, 1977–78, 1978–79